# Peter Andrew Waterworth
Peter Andrew Waterworth (ur. 15 kwietnia 1957) – brytyjski polityk i dyplomata, gubernator Montserratu (2007–2011).

## Kariera zawodowa
Waterworth w latach 1990–1994 pełnił funkcję pierwszego sekretarza w ambasadzie w Bonn, następnie do roku 1996 pracował w Departamencie Środkowego Wschodu Foreign and Commonwealth Office. Od 1996 do 2000 był pierwszych sekretarzem ambasady brytyjskiej w Rzymie. W latach 2000–2003 pracował w Northern Ireland Office (ministerstwo ds. Irlandii Północnej). Od 2003 do 2005 przebywał w Islamabadzie a następnie w Bagdadzie jako specjalny wysłannik polityczny. Od 2005 do 2007 zajmował stanowisko konsula generalnego w Lagos w Nigerii.